# Ekalaka
Ekalaka é uma vila  localizada no estado americano de Montana, no Condado de Carter.

## Demografia
Segundo o censo americano de 2000, a sua população era de 410 habitantes.
Em 2006, foi estimada uma população de 395, um decréscimo de 15 (-3.7%).

## Geografia
De acordo com o United States Census Bureau tem uma área de
2,7 km², dos quais 2,7 km² cobertos por terra e 0,0 km² cobertos por água. Ekalaka localiza-se a aproximadamente 1044 m acima do nível do mar.

## Localidades na vizinhança
O diagrama seguinte representa as localidades num raio de 68 km ao redor de Ekalaka.